# Ampelmännchen
Ampelmännchenⓘ (pol. człowieczek ze świateł) – nazwa pod którą znana jest antropomorficzna postać przedstawiona na sygnalizacji świetlnej dla pieszych w niektórych częściach Niemiec (zwłaszcza na jej terytorium pochodzenia, byłej Niemieckiej Republice Demokratycznej).

Ampelmännchen

Ampelmännchen na sygnalizacji świetlnej w Lipsku

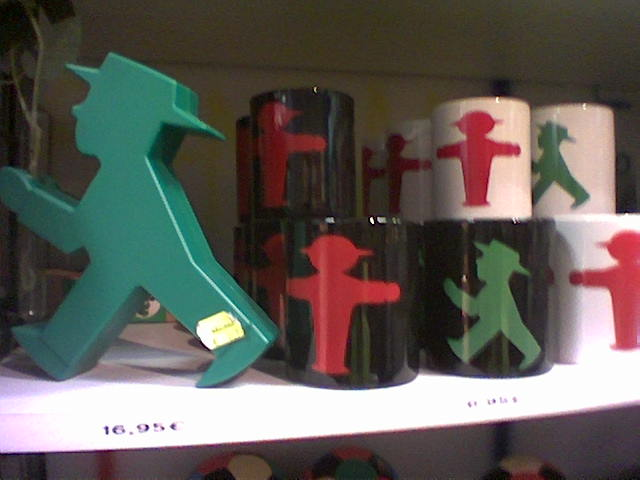
Ampelmännchen na kubkach sprzedawanych jako suweniry

Zaprojektowany w 1961 roku przez wschodnioniemieckiego projektanta i psychologa transportu Karla Peglaua, Ampelmännchen pozostał w użyciu nawet po upadku Muru Berlińskiego, stając się z biegiem lat obiektem kultu i atrakcją turystyczną.

## Historia
Do 1960 roku w Niemieckiej Republice Demokratycznej wszystkie sygnalizacje świetlne miały ten sam kształt, niezależnie od tego, czy służyły do regulowania ruchu samochodowego, rowerowego czy pieszego. W 1961 roku komisja odpowiadająca za ruch drogowy w Berlinie Wschodnim zleciła projektantowi i psychologowi transportu Karlowi Peglauowi (1927–2009), znalezienie rozwiązania, które ograniczy liczbę wypadków z udziałem samochodów i pieszych (dość częste, biorąc pod uwagę, że w latach 1955–1960 w NRD zginęło ponad 10 000 pieszych). Peglau zidentyfikował problem właśnie w nadmiernej jednorodności sygnalizacji świetlnej w połączeniu z faktem, że kolorowe światła (czerwone, żółte, zielone) były nieczytelne dla użytkowników dróg cierpiących na ślepotę barw; ponadto światła były za małe i zbyt słabe w porównaniu z jasnymi reklamami i światłem słonecznym. Rozwiązanie zaproponowane przez Peglaua polegało zatem na stworzeniu znaków, które są większe, jaśniejsze, wyraźniejsze i mają inny wygląd w zależności od docelowego użytkownika.
Peglau zdecydował się na użycie postaci antropomorficznej (potencjalnie zrozumiałej dla każdego): jako „czerwone światło” stworzył małego stojącego człowieczka, ze wzrokiem skierowanym do przodu i bardzo grubymi ramionami rozłożonymi szeroko, co miało symbolizować barykadę; dla „zielonego światła” stworzył małego człowieczka ustawionego bokiem, z jedną ręką skierowaną do przodu i nogami rozstawionymi w pozycji chodzenia. Zrezygnowano ze światła żółtego, uznając je za mało istotne.
Aby postacie były jeszcze bardziej realistyczne i efektowne, Peglau zalecił także dodanie mężczyznom nosów, palców, uszu i ust. Pierwszy szkic małego mężczyzny, bardzo szczegółowego, ubranego w płaszcz i kapelusz z szerokim rondem, narysowała jego sekretarka, Anneliese Wegner. Komisja zatwierdziła projekt, ale zdecydowała się zastosować mniejsze sygnalizatory, aby ograniczyć koszty. Spowodowało to konieczność zmniejszenia i uproszczenia sylwetki poprzez pominięcie palców, ust i uszu. Pozostał nos, płaszcz i kapelusz, ale Peglau obawiał się że komisja je odrzuci, uznając to za nawiązanie do niższej klasy średniej. Druga zmiana dotyczyła postawy człowieczka „na zielonym świetle”: Peglau wyobrażał sobie go zwróconego w prawo, ale komisja ze względów ideologicznych zwróciła go w lewo.
Pierwsza sygnalizacja świetlna dla pieszych z Ampelmännchen została zainstalowana w 1969 roku pomiędzy Unter den Linden i Friedrichstraße i odniosła natychmiastowy sukces, ponieważ dzięki niej nawet osoby cierpiące na daltonizm, niedowidzące i dzieci mogły łatwiej zrozumieć znaczenie sygnałów. W krótkim czasie popularność małego człowieczka wzrosła do tego stopnia, że zaadaptowano go w edukacyjnych programach telewizyjnych uczących najmłodszych o bezpieczeństwie na drodze, a także pojawiał się w programach radiowych i w niektórych grach.
Po zjednoczeniu Niemiec w 1990 roku podjęto między innymi próby ujednolicenia znaków drogowych z formami zachodnioniemieckimi. Dlatego wschodnioniemieckie znaki zostały zdemontowane i wymienione, a Ampelmännchen nie był wyjątkiem. Jednak wielu byłych obywateli NRD wkrótce zaczęło wzywać do zachowania Ampelmännchen, ponieważ był to ważny aspekt kultury wschodnioniemieckiego państwa; właściwe władze wydały następnie rozporządzenie dotyczące konserwacji sygnalizatorów świetlnych.

## Popularność
Zdecydowany wzrost popularności Ampelmännchen nastąpił dzięki inicjatywie Markusa Heckhausena, grafika pochodzącego z Tybingi w Badenii-Wirtembergii, który podczas swoich wizyt w Berlinie Wschodnim w 1980 roku zauważył osobliwy wygląd sygnalizacji świetlnej. Piętnaście lat później wpadł na pomysł wycofania nieużywanych sygnalizacji świetlnych i przekształcenia ich w lampy domowe; w tym celu założył firmę „Ampelmann GmbH”. Pomysł się przyjął: lampy sprzedały się w dużych ilościach, a prasa zainteresowała się nimi. W kolejnych latach Heckhausen poszerzał asortyment produktów inspirowanych postacią małego człowieczka: koszulki, breloczki, żelki, rowery, otwierając kilka sklepów i restaurację tematyczną.
Ampelmännchen jest szeroko rozpowszechniony na terenie byłej Niemieckiej Republiki Demokratycznej i jest jednym z symboli tak zwanej Ostalgii (zjawiska nostalgii za życiem codziennym w NRD). Pojawiły się też wariacje, między innymi z parasolką w ręku, czy (jak to miało miejsce w Zwickau w Saksonii) w wersji żeńskiej. Co więcej, począwszy od 2005 roku sygnalizacja świetlna z Ampelmännchen zaczęła się rozprzestrzeniać także w byłych Niemczech Zachodnich, na przykład w dawnym Berlinie Zachodnim lub w innych miastach, takich jak Saarbrücken w Saarze.